# تلمبه شهید احمد سلیمانی
تلمبه شهید احمد سلیمانی، یک منطقه مسکونی از توابع بخش نگار، شهرستان بردسیر در استان کرمان ایران است.

## جمعیت
این روستا در دهستان نارپ قرار دارد و براساس سرشماری مرکز آمار ایران در سال ۱۳۹۵، جمعیت آن ۱۶ نفر (۷ خانوار) بوده‌است.